# Rebirthing
Il rebirthing (letteralmente "rinascita") è una terapia alternativa. Come per molti altri tipi di medicina alternativa, non vi sono al momento studi scientifici revisionati che ne dimostrino i presunti effetti o la reale efficacia e validità clinica. A tal riguardo le ricerche di Margaret Singer nel suo libro "Crazy therapies: what are they? Do They work?" annoverano il rebirthing tra le psicoterapie folli. 

## Storia e definizione
Il rebirthing si è sviluppato a metà degli anni Settanta negli Stati Uniti grazie a Leonard Orr. Da circa una trentina d'anni si è poi diffuso in molti paesi dell'occidente. Esso viene descritto come un metodo di crescita personale basato sull'utilizzo del respiro. 
Ciò che rende differente la respirazione praticata dal rebirthing da altre pratiche o metodi, come ad esempio lo yoga e il prāṇāyāma, è che si tratta, secondo la descrizione che ne danno i praticanti, di un respiro connesso, cioè senza pause e ritenzione del respiro. Secondo i sostenitori del metodo, eliminando le pause si creerebbe una respirazione che carica l'organismo di energia vitale oltre che di ossigeno.
In Italia vi sono diverse scuole. Alcune ad orientamento psicologico, che fanno riferimento alla Bioenergetica, allo Yoga e alla Psicologia Umanistica e Transpersonale, che si distinguono per un approccio del tutto differente da quello di origine statunitense. 
In Italia la scuola del Rebirthing Transpersonale fa riferimento in particolare alla Psicologia umanistico-esistenziale, Transpersonale e Integrale di Ken Wilber, alla bioenergetica, alle pratiche e cammini di consapevolezza